# Estitxu Rodríguez
Estitxu Rodríguez Sarasola (Villava, 2 de enero de 2006) es una jugadora de balonmano española que juega de lateral derecho, actualmente en el Replasa Beti-Onak y en las categorías inferiores de la selección española.

## Trayectoria

### Clubes
Estitxu se formó en Navarra y juega en el Club Deportivo Beti-Onak de Villava, donde milita actualmente en el equipo sénior de la División de Honor femenina. Cuando sólo contaba con 16 años debutó, el 3 de septiembre de 2022, ante el Grafometal Sporting La Rioja en la Liga Guerreras Iberdrola. Miembro de la primera plantilla desde la 2023-24, en la temporada 2024‑25 prolongó su contrato con Replasa Beti-Onak, tras una gran temporada en el lateral derecho, el subcampeonato de Copa y entrada en el equipo ideal de cuartos de final de la Copa de la Reina.
Tras la clasificación del Replasa Beti Onak a las competiciones europeas, en la 2025-26 debutará en la EHF European Cup.

#### Trayectoria de clubes
- 2023– Presente:  Club Deportivo Beti-Onak

### Selección
Ha sido convocada por la selección juvenil y júnior española. Participó en el Campeonato Mediterráneo juvenil y en el Mundial juvenil 2024 en China, proclamándose campeona del mundo. En el Europeo sub‑19 de 2025 consiguió la medalla de plata.

## Premios y títulos

### Con la selección
- 1 × Medalla de oro en el Campeonato Mundial juvenil (2024)
- 1 × Medalla de oro en el EHF Championship (2023)
- 1 x Medalla de plata en el Campeonato de Europa júnior (2025)

### Con sus clubes
- Subcampeonato de la Copa de la Reina de Balonmano (2025)[9]